# Premi govor
Premi govor je vrsta poročanega govora, pri katerem se besedilo prvotnega govora ne spreminja (dobesedni navedek), dodan mu je spremni stavek. Dobesedni navedek je natančen zapis povedanega, izrečenega. V pisavi ga zapišemo med narekovaji. Spremni stavek spremlja dobesedni navedek in ga prepoznamo po glagolu rekanja. Glagol rekanja je v spremnem stavku lahko eliptično izpuščen, uporabljen pa glagol, ki podaja duševno stanje ali odziv: »Nikar me ne priganjaj,« se je skoraj zjezila Barbara. (Mišljeno je je skoraj jezno rekla Barbara.)

### Primer premega govora
Premi govor: »Jutri bom zamudil dve uri,« se je opravičil Tone.
 Dobesedni navedek: Jutri bom zamudil dve uri
 Spremni stavek: se je opravičil Tone

## Ločila v premem govoru
Spremni stavek je od dobesednega navedka ločen z dvopičjem, če je pred njim – Profesor je vprašal: »Kdo je izumil ladijski vijak?« Če je dobesedni navedek pred spremnim stavkom, ju ločuje vejica, vprašaj ali klicaj, glede na to, ali je dobesedni navedek pripovedni oz. nedokončan, vprašalni ali vzklični: »Dež bo,« je rekla. – »Kdo je izumil ladijski vijak?« je vprašal profesor. – »Tega pa ne!« je vpil.